# Giorgio Scalvini
Giorgio Scalvini, född 11 december 2003, är en italiensk fotbollsspelare som spelar för Atalanta i Serie A. Han representerar även det italienska landslaget.

## Klubbkarriär
Giorgio Scalvini kom till Atalantas ungdomsakademi som tolvåring och plockades upp i A-laget som 18-åring av tränare Gian Piero Gasperini. I oktober 2021 gjorde han sin debut hemma på Gewiss Stadium mot Udinese (han kom in som avbytare i den 86:e minuten i matchen som slutade 1-1) och på kort tid blev han ordinarie som försvarsspelare i startelvan.

## Landslagskarriär
Giorgio Scalvini gjorde den 14 juni 2022 sin första landskamp för det italienska landslaget genom att ersätta Giacomo Raspadori i början av andra halvlek i UEFA Nations League mot Tyskland, som slutade 5-2 till Tyskland.